# Tara Lipinski
Tara Kristen Lipinski (Filadelfia, 10 giugno 1982) è un'ex pattinatrice artistica su ghiaccio e attrice statunitense, campionessa del mondo nel 1997 e campionessa olimpica ai XVIII Giochi olimpici invernali.

## Biografia

### Gli esordi
Tara Lipinski nasce a Filadelfia, ma si trasferisce giovanissima prima nel Delaware, poi nel New Jersey. All'età di 3 anni inizia a pattinare sui pattini a rotelle, poi nel 1989 prende le prime lezioni di pattinaggio artistico su ghiaccio. Nel 1991 la famiglia si trasferisce nuovamente, questa volta a Sugarland (Texas).
Nel 1994 Lipinski vince l'argento al Campionato nazionale novice. Nel 1995 vince l'argento al Campionato nazionale statunitense nella categoria junior e quarta ai Campionato mondiale junior. Nella stagione 1995-1996, allenata da Richard Callaghan, si classifica quinta al Campionato del mondo junior, poi, a soli 13 anni, si piazza terza nel Campionato nazionale, guadagnandosi la sua prima qualificazione al Campionato del mondo nella categoria senior. All'esordio mondiale si classifica quindicesima.

### Le prime vittorie
Nel 1997 Lipinski vince il Campionato nazionale statunitense di pattinaggio artistico femminile, diventando a 15 anni la più giovane vincitrice di sempre, poi vince anche il Campionato del Mondo, diventando la più giovane campionessa iridata nella storia della manifestazione. Nello stesso anno Lipinski viene proclamata Donna Sportiva dell'Anno dal Comitato Olimpico statunitense e pubblica una prima autobiografia, intitolata Tara Lipinski: Triumph on Ice.

### Il trionfo olimpico
Per Lipinski la stagione 1997-98 inizia con due secondi posti, a Skate America, alle spalle di Michelle Kwan, e al Trophée Lalique, dietro a Laetitia Hubert. Nella finale, alla quale Kwan non partecipa a causa di un infortunio, Lipinski vince la medaglia d'oro. All'inizio del 1998 Lipinski giunge seconda al Campionato nazionale, di nuovo dietro a Kwan.
Le due pattinatrici si ritrovano ai Giochi olimpici di Nagano. Dopo il programma corto Kwan occupa la prima posizione, Lipinski la seconda. Nel libero le posizioni si invertono, con Lipinski che vince il programma e la gara grazie a una prestazione più complessa sotto il profilo tecnico, in cui spiccano le combinazioni triplo loop-triplo loop e triplo toe loop-loop-triplo salchow.
A 15 anni e 255 giorni di età, Lipinski la più giovane pattinatrice capace di vincere la medaglia d'oro nella competizione femminile.

### Il precoce ritiro agonistico
Lipinski pubblica una seconda biografia, Totally Tara: an olympic journey.
A causa di problemi fisici la pattinatrice rinuncia a partecipare al Campionato del mondo del 1998. Il mese successivo annuncia la sua decisione di passare al professionismo, per consentire alla famiglia, che aveva fatto numerosi sacrifici per sostenerla nella sua carriera, di ricominciare ad avere una vita normale.
Nel 2005 viene inserita nella US Figure Skating Hall of Fame.

### Il dopo-agonismo
Per qualche tempo Lipinski si dedica alla recitazione prendendo parte al telefilm The Young and The Restless, a Touched By an Angel e facendo cameo in Are You Afraid of the Dark e Malcom in the Middle, prima di decidere che non è la sua strada. A seguire diventa una delle protagoniste dello show Stars on Ice, ma nel 2002 Lipinski si trova a dover affrontare nuovi problemi fisici e abbandona definitivamente il pattinaggio.
Si trasferisce a Los Angeles, dove frequenta diversi set cinematografici: Sabrina the Teenage Witch, L'atelier di Veronica, Early Edition e Settimo Cielo. Dopo un cameo in Vanilla Sky, prende parte con un ruolo di protagonista a The Metro Case. La sua celebrità viene coronata dalle sue numerose apparizioni nelle copertine di vari magazines e in diversi talk-show.
Lipinski è molto impegnata in iniziative di solidarietà. Testimonial di numerose campagne quali "Boys and Girls Clubs of America", "Tobacco Free Kids", "Childhood Leukemia Foundation" e la campagna antidroga promossa dalla relativa Agenzia Nazionale USA, Lipinski ha inoltre preso parte a iniziative a favore dei bambini in difficoltà promosse dalla "Make-A-Wish Foundation" e dal "Children's Circle of Care", l'organizzazione filantropica che si occupa di ospedali per bambini.

## Palmarès
GP: Grand Prix; R = Ritirata; N = Categoria novice; J = Categoria junior
| Internazionali             | Internazionali | Internazionali | Internazionali | Internazionali | Internazionali |
| Evento                     | 1993–94        | 1994–95        | 1995–96        | 1996–97        | 1997–98        |
| -------------------------- | -------------- | -------------- | -------------- | -------------- | -------------- |
| Giochi olimpici invernali  |                |                |                |                | 1°             |
| Campionati mondiali        |                |                | 15°            | 1°             | R              |
| GP Finale                  |                |                |                | 1°             | 1°             |
| GP Nations Cup             |                |                |                | 2°             |                |
| GP Skate America           |                |                |                |                | 2°             |
| GP Skate Canada            |                |                |                | 2°             |                |
| GP Trophée Lalique         |                |                |                | 3°             | 2°             |
| Nebelhorn Trophy           |                |                | 4°             |                |                |
| Campionati mondiali junior |                | 4°             | 5°             |                |                |
| Nazionali                  |                |                |                |                |                |
| Campionati statunitensi    | 2° N           | 2° J           | 3°             | 1°             | 2°             |